# Santa Cruz de Mudela
Santa Cruz de Mudela è un comune spagnolo di 4 330 abitanti situato nella comunità autonoma di Castiglia-La Mancia.